# Eleição para governador de Dakota do Sul em 2010
A eleição para governador do estado americano do Dakota do Sul em 2010 aconteceu em uma terça-feira,2 de novembro de 2010 para eleger o governador de Dakota do Sul para um mandato de quatro anos. O governador republicano Mike Rounds será inelegível para concorrer à reeleição devido a limites de seu mandato.

## Primária Republicana

### Candidatos
- Dennis Daugaard, é o vice-governador do estado[2][3]
- Gordon Howie, é senador estadual[4]
- Dave Knudson, é o líder da minoria no estado[2][3]
- Ken Knuppe, é um fazendeiro[5]
- Scott Munsterman, foi prefeito de Brookings[4]

### Resultados
| Primária Republicana | Primária Republicana | Primária Republicana | Primária Republicana | Primária Republicana | Primária Republicana | Primária Republicana |
| Partido              | Partido              | Candidato            | Votos                | %                    |                      |                      |
| -------------------- | -------------------- | -------------------- | -------------------- | -------------------- | -------------------- | -------------------- |
|                      | Republicano          | Dennis Daugaard      | 42.226               | 50,41%               |                      |                      |
|                      | Republicano          | Scott Munsterman     | 14.733               | 17,57%               |                      |                      |
|                      | Republicano          | Dave Knudson         | 13.217               | 15,76%               |                      |                      |
|                      | Republicano          | Gordon Howie         | 10.430               | 12,44%               |                      |                      |
|                      | Republicano          | Ken Knuppe           | 3.816                | 3,80%                |                      |                      |
|                      |                      | Total                | Total                | 83.832               | 83.832               |                      |

## Primária Democrata

### Candidatos
- Scott Heidepriem, é o líder da minoria do senado estadual[7]